# Amrou Bouallegue
Amrou Bouallegue (in arabo عمرو بوعلج‎?; Radès, 24 dicembre 1995) è un cestista tunisino.

## Carriera

### Nazionale
Con la nazionale tunisina è stato convocato per il Campionato africano del 2021, concluso con la vittoria finale del torneo.